# Großsteingräber bei Noord-Sleen
Die Großsteingräber bei Noord-Sleen sind zwei megalithische Grabanlagen der jungsteinzeitlichen Westgruppe der Trichterbecherkultur in Noord-Sleen, einem Ortsteil von Coevorden in der niederländischen Provinz Drenthe. Die Gräber tragen die Van-Giffen-Nummern D50 und D51.

## Lage
Die beiden Gräber befinden sich nordwestlich von Noord-Sleen beiderseits des Hunebedenwegs. Grab D51 liegt 150 m südsüdwestlich von D50. 2,8 km nordnordwestlich von D50 befindet sich das Großsteingrab „De Papeloze Kerk“ (D49) bei Schoonoord.

## Forschungsgeschichte

### 18. und 19. Jahrhundert
Die beiden Gräber wurden erstmals auf der zwischen 1788 und 1792 entstandenen Hottingerkarte erwähnt. Leonhardt Johannes Friedrich Janssen, Kurator der Sammlung niederländischer Altertümer im Rijksmuseum van Oudheden in Leiden, besuchte 1847 einen Großteil der noch erhaltenen Großsteingräber der Niederlande, darunter auch die Gräber bei Noord-Sleen, und publizierte im folgenden Jahr das erste Überblickswerk mit Baubeschreibungen und schematischen Plänen der Gräber. Janssens Nachfolger Willem Pleyte unternahm 1874 zusammen mit dem Fotografen Jan Goedeljee eine Reise durch Drenthe und ließ dort erstmals alle Großsteingräber systematisch fotografieren. Auf Grundlage dieser Fotos fertigte er Lithografien an. Conrad Leemans, Direktor des Rijksmuseums, unternahm 1877 unabhängig von Pleyte eine Reise nach Drenthe. Jan Ernst Henric Hooft van Iddekinge, der zuvor schon mit Pleyte dort gewesen war, fertigte für Leemans Pläne der Großsteingräber an. Leemans’ Bericht blieb allerdings unpubliziert.

### 20. und 21. Jahrhundert
Zwischen 1904 und 1906 dokumentierte der Mediziner und Amateurarchäologe Willem Johannes de Wilde alle noch erhaltenen Großsteingräber der Niederlande durch genaue Pläne, Fotografien und ausführliche Baubeschreibungen. Seine Aufzeichnungen zum Grab von Noord-Sleen sind allerdings verloren gegangen. 1918 dokumentierte Albert Egges van Giffen die beiden Anlagen für seinen Atlas der niederländischen Großsteingräber. 1962 und 1998 erfolgten Restaurierungen. Seit 1973 sind die Anlagen Nationaldenkmale (Rijksmonumenten). 2017 wurden die Anlagen zusammen mit den anderen noch erhaltenen Großsteingräbern der Niederlande in einem Projekt der Provinz Drente und der Reichsuniversität Groningen von der Stiftung Gratama mittels Photogrammetrie in einem 3D-Atlas erfasst.

## Beschreibung

### Grab D50
Bei der Anlage handelt es sich um ein ost-westlich orientiertes Ganggrab. Die ovale Umfassung ist mit 24 Steinen noch weitgehend erhalten. Die Grabkammer hat eine Länge von 17 m und eine Breite von 4,4 m. Sie besitzt acht Wandsteinpaare an den Langseiten und je einen Abschlussstein an den Schmalseiten. Von den ursprünglich acht Decksteinen fehlt der dritte von Osten. An der Mitte der südlichen Langseite befindet sich der Zugang. Ihm war ein Gang aus zwei Wandsteinpaaren vorgelagert. Nur einer dieser Wandsteine ist noch erhalten, die Standspuren der anderen Steine wurden 1962 mit Beton ausgegossen.

### Grab D51

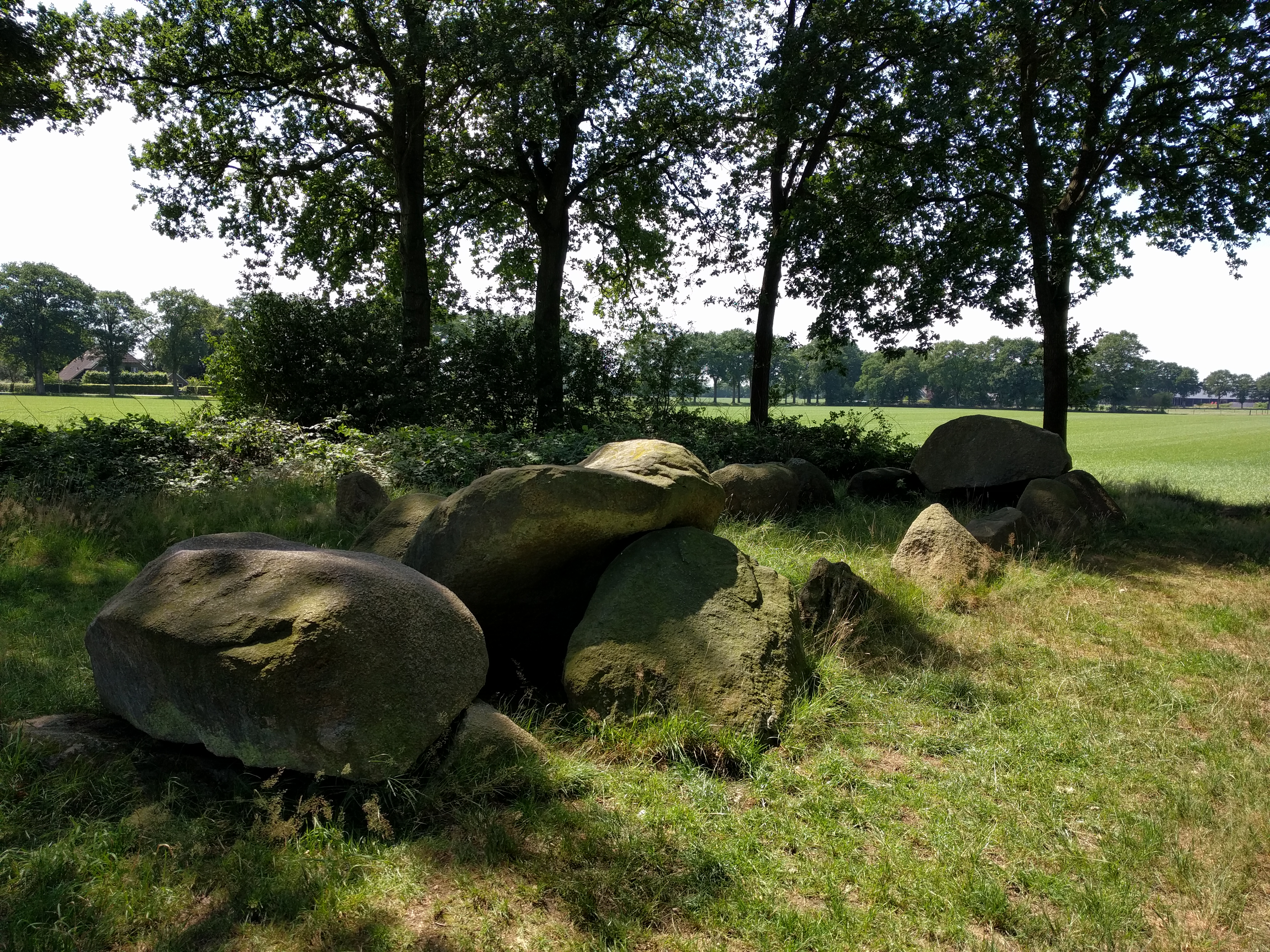
Grab D51

Bei D51 handelt es sich um ein ostnordost-westsüdwestlich orientiertes Ganggrab. Die Grabkammer hat eine Länge von 11,6 m. Sie besaß ursprünglich sieben Wandsteinpaare an den Langseiten, je einen Abschlussstein an den Schmalseiten und wahrscheinlich sieben Decksteine. Ein Wandstein fehlt. Von den Decksteinen sind nur der westlichste und die beiden östlichsten erhalten. An der Mitte der südlichen Langseite befindet sich der Zugang. Ihm war ein Gang aus zwei Wandsteinpaaren vorgelagert. Einer der Wandsteine fehlt. Die Standspuren der beiden fehlenden Wandsteine der Kammer und des Gangs wurden 1962 mit Beton ausgegossen.

## Funde

### Bestattungen
Aus den Gräbern stammen geringe Reste von Leichenbrand. Die geborgene Menge betrug nur 7,9 g bei Grab D50 und 151,9 g bei Grab D51. Die Knochen aus D50 gehörten zu einem Individuum, dessen Sterbealter und Geschlecht sich nicht mehr bestimmen ließen. Die Knochen aus D51 stammten von zwei Individuen: einem Mann, der im Erwachsenenalter verstorben war und vermutlicher einer Frau, deren Sterbealter sich nicht mehr bestimmen ließ.

### Beigaben
Bei der Restaurierung von 1962 wurden Keramikscherben von Gefäßen der Trichterbecherkultur sowie der endneolithischen Glockenbecherkultur gefunden.
In Grab D51 wurden auch geringe Reste von verbrannten Tierknochen gefunden. Die geborgene Menge betrug nur 2 g. Ob es sich um Reste von Werkzeugen oder von Speiseopfern handelte, ließ sich nicht mehr feststellen.